# Robert Diligent
Pour les articles homonymes, voir Diligent.
Robert Diligent est un journaliste français né le 16 juin 1924 à Roubaix, et mort à Nice le 3 janvier 2014 à l'âge de 89 ans. Il est l'un des fondateurs de Télé-Luxembourg, dont il fut le directeur d'information. Issu d'une famille nombreuse, il est notamment le frère d'André Diligent, élu politique du Nord qui fut successivement député puis sénateur et également maire de Roubaix de 1983 à 1994.

## Carrière télévisuelle
Dans les années 1950, il a travaillé à ses débuts comme journaliste de la RTF pour Télé-Lille.

### Coprésentation du Journal de Télé-Luxembourg
En 1955, Robert Diligent et son collègue Jacques Navadic quittent la RTF pour rejoindre le Grand-Duché de Luxembourg où ils créent et coprésentent le premier Journal de Télé-Luxembourg. Travaillant durant l'année inaugurale de leur émission dans des conditions précaires dans un petit bâtiment sur le Ginzebierg au pied de l'antenne de l'émetteur de Dudelange, ils investissent peu après les nouveaux locaux de la Villa Louvigny, qui est étroitement liée à l'histoire de RTL.
Le journal télévisé lancé en 1955 par Jacques Navadic et Robert Diligent, qui brisent dans leur présentation avec le style plus austère de l'époque, trouve facilement un public fidèle et existe jusqu'en 1982. La présence au Luxembourg du siège de la Haute Autorité de la Communauté européenne du charbon et de l'acier a fait du journaliste un témoin d'époque privilégié de l'initiative qui allait devenir beaucoup plus tard l'Union européenne.
Il quitta aussi avec regret au début des années 1980 son bureau de la Villa Louvigny pour intégrer celui de la Villa Philips où RTL avait déménagé son centre News.
Robert Diligent assura la présentation du Journal de Télé-Luxembourg, puis du JTL jusqu'en août 1984. Il fut alors 'placardisé' à cause de son refus de présenter le nouveau journal RTL News présenté sur le canal 21 à destination des téléspectateurs Français et Luxembourgeois.
Il ne souhaitait pas la création de ce 'journal' qui scindait l'information entre les différents canaux[réf. souhaitée].
De ce fait, il créa et anima l'émission "I Comme…".

### Créateur et présentateur du magazine "I Comme"
En 1984, Robert Diligent a créé l'émission "I Comme" sur RTL Télévision, RTL-TVI et RTL TV (Câble jusqu'en 1992) qu'il a également présenté durant presque une décennie jusqu'en 1993.
À l'origine, cette émission était alimentée par les restes des bandes vidéo n'ayant pas trouvé utilisation dans les journaux réguliers de la chaîne. La voix caractéristique de Robert et son style de présentation, mêlant commentaires sérieux à moins sérieux en fonction du sujet, ont assurément imprimé l'image de marque de cette émission à succès.
Jusqu'à ce jour, "I Comme" présente chaque semaine des sujets hétéroclites et insolites de tous les pays.

## Retraite
Robert Diligent avait pris sa retraite en 1993, à Nice.
À l'occasion d'une interview donnée en décembre 1993 - à l'occasion de la parution de son livre Robert Diligent raconte RTL TV - à l'un de ses successeurs au journal télévisé d'une chaîne RTL, il avait confié en général ne plus regarder les journaux télévisés, car il désapprouvait la recherche de la sensation et la surenchère omniprésentes ("information-spectacle") de nos jours.
Il fut présent lors des 40 ans de RTL TV le 23 janvier 1995 diffusés depuis le Grand auditorium de la Villa Louvigny. Ce fut l'une des dernières émissions de la chaîne diffusées depuis le siège historique et mythique de RTL.
Nombreux furent les hommages rendus par la profession à cette figure incontournable de l'histoire de RTL lors de l'annonce de son décès au début de l'année 2014.